# Clathrina dictyoides
Clathrina dictyoides är en svampdjursart som först beskrevs av Ernst Haeckel 1872.  Clathrina dictyoides ingår i släktet Clathrina och familjen Clathrinidae. Inga underarter finns listade i Catalogue of Life.